# Terreur dans les bayous
Pour plus de détails, voir Fiche technique et Distribution.
Terreur dans les bayous (Frankenfish) est un téléfilm américain réalisé par Mark Dippé, diffusé le 9 octobre 2004 sur Sci Fi Channel.

## Synopsis
Un pêcheur est retrouvé mort avec des traces de morsures étonnantes. On pense à un alligator, puis à un requin, mais il s'agit d'un poisson carnassier et intelligent qui va faire régner la mort dans les bayous. Importé d'Asie, ce prédateur va passer à l'attaque... mais est-il seul ?

## Fiche technique
- Titre : Terreur dans les bayous
- Titre original : Frankenfish
- Réalisation : Mark Dippé
- Scénario : Simon Barrett (en) et Scott Clevenger
- Musique : Ryan Beveridge
- Photographie : Eliot Rockett
- Montage : Drew Hall et Dennis M. O'Connor
- Décors : Leslie Keel
- Costumes : Andrea Sweet
- Production : David Hillary
- Sociétés de production : Bayou Films Inc. et Silver Nitrate Pictures
- Pays d'origine : États-Unis
- Format : Couleurs - 1,85:1 - Dolby Digital - HDTV
- Genre : Aventure, horreur et science-fiction
- Durée : 84 minutes
- Budget : 3 millions de dollars
- Dates de sortie : 9 octobre 2004 (première diffusion TV États-Unis), 23 février 2005 (sortie vidéo France)

## Distribution
- Tory Kittles : Sam Rivers
- K. D. Aubert : Eliza
- China Chow (en) : Mary Callahan
- Matthew Rauch : Dan
- Donna Biscoe : Gloria Crankton
- Tomas Arana : Jeff
- Mark Boone Junior : Joseph
- Reggie Lee : Anton
- Noelle Evans : Bobbi
- Richard Edson : Roland
- Muse Watson : Elmer
- Steve Ritzi : le pilote
- Ron Gural : le shérif
- Eugene Collier : John Crankton
- Sean Patterson : Abrams

## Autour du film
- Le tournage s'est déroulé à Mobile, en Alabama.
- Le film s'inspire de la découverte en juin 2002 de têtes-de-serpent, poissons très agressifs de la famille des Channidaes, dans un étang de la ville de Crofton, dans le Maryland. Ces derniers provenaient d'un marché asiatique non loin de là, les Channidaes pouvant parcourir de courtes distances sur la terre ferme[2]. Pour s'assurer de l'élimination des poissons, l'étang fut complètement vidangé. Deux individus adultes et une centaine de jeunes furent découverts.
- La même année, un autre film, Snakehead Terror (en), s'inspirant lui aussi de ce fait divers, mettait en scène des poissons mutants.
- La chanson du générique de fin, No One Can Hide, est interprétée par Hott Wheelz.